# أكيرا إيشيدا (لاعب غو محترف)
أكيرا إيشيدا (باليابانية: 石田章؛ بالكانا: いしだ あきら) هو لاعب غو محترف ‏ ياباني، ولد في 23 مايو 1949 في طوكيو في اليابان.